# Schwanenflügel (Adelsgeschlecht)

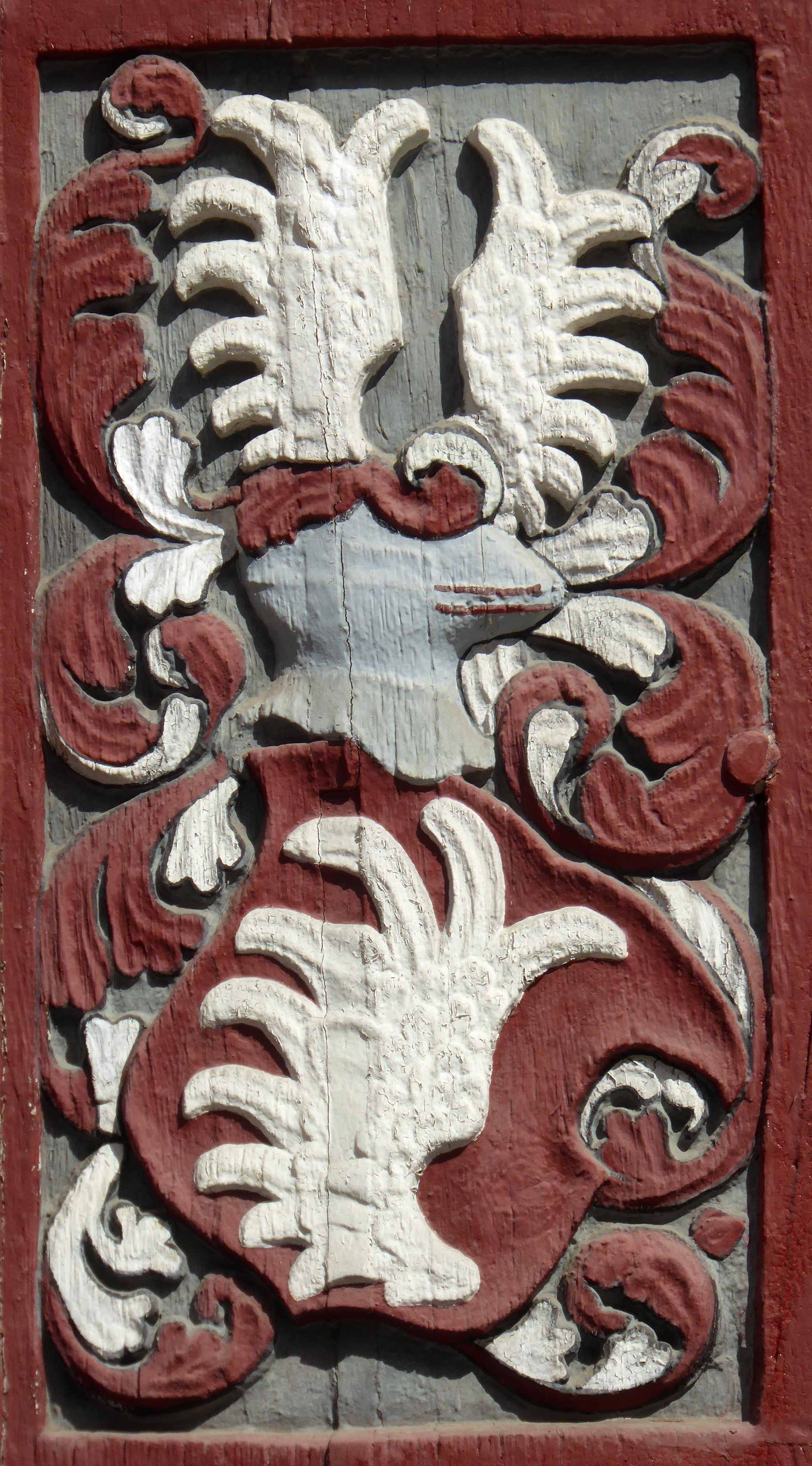
Wappen derer Schwanenflügel (Swanenflogel)

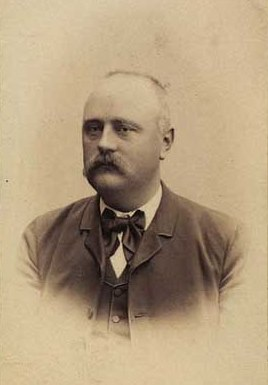
Herman Heinrich Louis Schwanenflügel (1844–1921), zu Kopenhagen, dänischer Geschichtsschreiber

Von Schwanenflügel (auch von Schwanenflug, früher Swanenflogel) ist der Name eines alten niedersächsischen Adelsgeschlechtes, hervorgegangen aus einem Göttinger Patriziergeschlecht, das im 13. Jahrhundert zuerst urkundete.

## Geschichte
Herzog Wilhelm zu Braunschweig und Lüneburg überließ als Oberlehnsherr den Swanenflügeln zu Göttingen 1482 eine Hufe Land und einen Sattelhof zu Niedernjesa, die von den Edelherren von Bovenden zu Lehen gingen, als freies Erbgut. Die von Schwanenflügel hatten auch, als Afterlehen, Lehen derer von Westernhagen inne. 1532 entfachte sich ein Streit zwischen der Göttinger Familie Swanenflogel und dem Kloster Weende um den sogenannten Swanenflogelschen Hof, der erst 1591 damit beigelegt wurde, dass das Kloster auf seine Ansprüche an dem Hof verzichtete.
Das redende Stammwappen, ein Schwanenflügel, ist heute noch an der Junkernschänke in Göttingen zu sehen. Das spätgotische Haus hatte der Ratsherr und Bürgermeister Giseler Swanenflogel (Giselher Schwanenflügel) 1541 erworben und mit reichen Fassadenschnitzereien versehen lassen.
1618 wurden die Schwanenflügel in Göttingen, Duderstadt und Uslar von den von Uslar mit einer halben Hufe Land vor Groß Schneen belehnt. 1663 wurden die Schwanenflügel in Duderstadt mit dem Zehntbesitz an der Wüstung Lerne belehnt, ehemals Besitz derer von Hanstein, wie auch in Duderstadt selbst. Ab Mitte des 19. Jahrhunderts befand sich ein Zweig derer von Schwanenflügel auch in Kopenhagen.
Die Linie des sächsischen Bahnhofsinspekteurs Wilhelm von Schwanenflügel (1832–1896) wurde 1911 als „von Schwanenflug“ in den sächsischen Adelstand erhoben. Der sächsische Sanitätsrat Dr. Arno von Schwanenflug, Sohn des zuvor Genannten, wurde 1913 ins sächsische Adelsbuch eingetragen (Nr. 430). 

Ein Mitglied des Schwanenflügelschen Hauses hinterlegte im Jahr 1932 ein Depositum im seinerzeitigen Hauptstaatsarchiv Hannover, das insbesondere aus Lehens-Urkunden und Akten der Familie aus dem Raum Südhannover für den Zeitraum von 1393 bis 1889 besteht. Die etwa 0,3 Regalmeter umfassenden Lehnsurkunden teilen sich in 234 Urkunden und 14 Aktenfaszikel auf. Anlässlich einer Neuordnung der als Depositum 51 bezeichneten Stücke unter dem Obertitel „Familie von Schwanenflügel: Urkunden und Akten“ im Jahr 1948 unter dem Staatsarchivdirektor Adolf Diestelkamp resümierte der seinerzeitige Staatsarchivreferendar Herbert Mundhenke: 

„In Druck- oder Regestenwerken ist bislang keine der im Schwanenflügelschen Archiv befindlichen Urkunden verarbeitet.“

## Angehörige
- Herman Heinrich Louis Schwanenflügel (1844–1921), dänischer Historiker[10]
- Angelika von Schwanenflügel-Krogmann (1919–1978), auch: Angelica Krogmann und Namensvarianten, deutsche Autorin, Journalistin und Schriftstellerin

## Wappen
Das Stammwappen zeigt einen silbernen (Schwanen-)Flügel auf rotem Grund. Auf dem Helm mit rot-silbernen Decken ein offener silberner Flug. (Siegel vom 16. Juni 1422 erhalten.)
Schwanenflug (1911): In Blau über einem erniedrigten schrägen silbernen Wellenbalken schrägrechts hintereinander fliegend zwei silberne Schwäne. Auf dem Helm mit blau-silbernen Decken ein sitzender silberner Schwan, die Brustfedern ordnend.